# Piotr Zavadovsky
Le comte Piotr Vassilievitch Zavadovsky (Пётр Васильевич Завадовский), né à Krasnovitchi, près de Briansk le 10 (21) janvier 1739 et mort le 10 (22) janvier 1812 à Saint-Pétersbourg, est un homme politique russe, ministre de l'Instruction publique du 8 septembre 1802 au 11 avril 1810. Il compta semble-t-il au nombre des amants de Catherine la Grande et fut son favori de 1775 à 1777.